# Intolerancia (película)
Intolerancia es una película muda estadounidense de 1916 perteneciente al género del cine épico dirigida por David Wark Griffith y una de las películas más caras de la historia del cine.
Considerada como una de las películas más influyentes de la era muda (aunque recibió críticas mixtas en su momento), la epopeya de tres horas y media intercala cuatro líneas argumentales paralelas, cada una de ellas separada por varios siglos: en primer lugar, un melodrama contemporáneo de crimen y redención; en segundo lugar, una historia de Judea: la misión y la muerte de Cristo; en tercer lugar, una historia francesa: los acontecimientos que rodearon la matanza de San Bartolomé de 1572; y en cuarto lugar, una historia babilónica: la caída del Imperio de Babilonia en manos de Persia en el año 539 a. C. Cada historia tenía su propio tinte de color distintivo en la impresión original, pero no en las versiones disponibles actualmente. Las escenas están unidas por tomas de una figura que representa la Maternidad Eterna, meciendo una cuna.
Griffith decidió explorar el tema de la intolerancia en parte como respuesta a su anterior película El nacimiento de una nación (1915), criticada por la NAACP y otros grupos por perpetuar los estereotipos raciales y glorificar al Ku Klux Klan. Sin embargo, Intolerancia no era una disculpa, ya que Griffith consideraba que no tenía nada de lo que disculparse; en numerosas entrevistas, Griffith dejó claro que la película era una réplica a sus críticos y que consideraba que ellos eran, de hecho, los intolerantes. En los años siguientes a su estreno, Intolerancia influyó mucho en los movimientos cinematográficos europeos. En 1958, la película fue votada con el número 7 en la prestigiosa lista de Bruselas 12 en la Exposición Universal de 1958. En 1989, la película fue considerada «cultural, histórica y estéticamente significativa» por la Biblioteca del Congreso de Estados Unidos y seleccionada para su preservación en el National Film Registry.

## Comentario

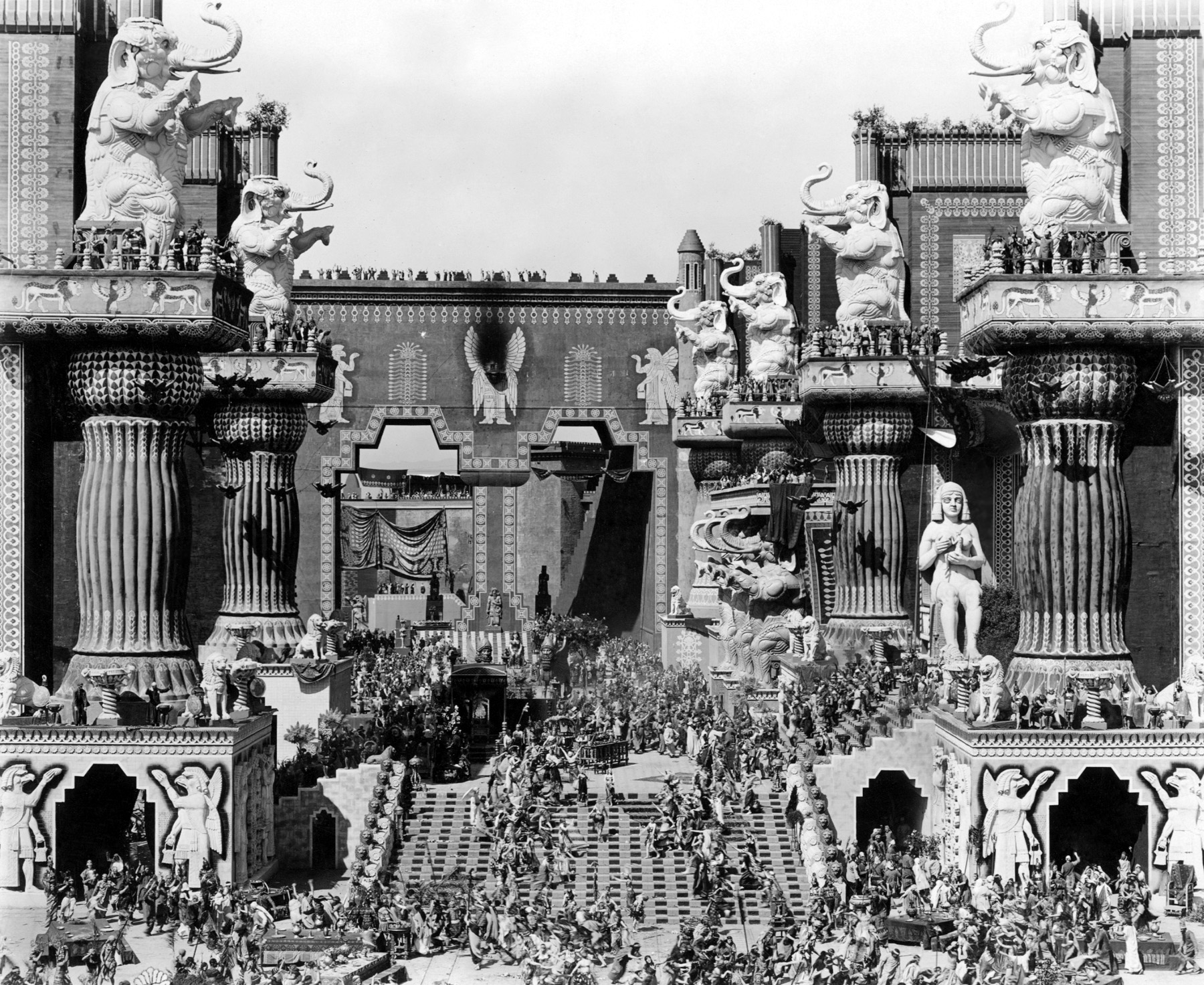
Imagen del decorado del episodio de Babilonia.

La película relata alternativamente cuatro historias de injusticia: la matanza de los hugonotes en Francia la noche de San Bartolomé de 1572, la pasión y muerte de Jesucristo, una huelga de trabajadores contemporánea y la caída de la Babilonia del rey Baltasar en el año 539 a. C. ante el ataque de Ciro II el Grande, rey del Imperio persa.
Estas cuatro tramas son enlazadas por la imagen de una mujer que mece una cuna. A medida que las historias van llegando a su clímax, Griffith hace más rápido el montaje alternado, con secuencias cada vez más cortas, y creando una tensión hacia el desenlace de las cuatro historias. La película destaca por sus escenas grandilocuentes. Sin embargo Intolerancia tuvo grandes pérdidas, pues su éxito no fue el esperado.
Y esto porque la estructura era demasiado compleja y la pretensión intelectual y moralizante de crear una reflexión abarcando toda la historia de la humanidad fue mal entendida por quienes pedían al cine entretenimiento, intriga y emociones por encima del comentario moral.
Griffith planteó para cada episodio un estilo estético diferente, que conjugaba las grandes masas y los decorados, procedentes del peplum italiano, inspirados sobre todo en Cabiria (1914), con las escenas intimistas de la historia situada en la tragedia familiar de la historia del huelguista acusado injustamente de asesinato.
El filme fue alabado por la crítica, aunque su mensaje pacifista fue rechazado en una Europa inmersa en la Primera Guerra Mundial y por sectores proclives al intervencionismo de la sociedad estadounidense. Sin embargo la influencia posterior de esta obra fue enorme, como en los directores Erich Von Stroheim y Minoru Murata, pero en particular para el cine del constructivismo de la Unión Soviética, recibiendo elogios por su alcance y propósito de, incluso, el mismo Lenin. La escuela del montaje de atracciones del cine soviético de Lev Kuleshov, Dziga Vertov, Serguéi Eisenstein, Vsévolod Pudovkin o Alexander Dovzhenko se desarrolló en parte gracias al estudio de esta magna obra.
La película era una respuesta a las acusaciones de racismo de que fue objeto su anterior película, El nacimiento de una nación.[cita requerida]

## Técnica

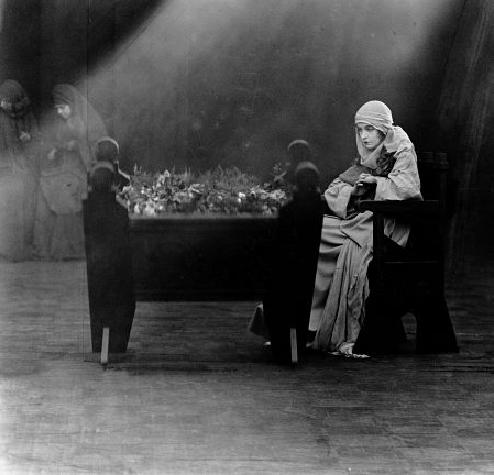
La actriz Lillian Gish en Intolerancia.

La aportación de esta película a la técnica cinematográfica es indiscutible. La película es un intento de profundización en el montaje alterno y la técnica de la persecución y el rescate en el último minuto, que eran las marcas de fábrica del cine de Griffith, y le habían dado tan buen resultado en anteriores filmes, como El nacimiento de una nación.
Así, se podría decir que todos los recursos artísticos y técnicos que habían sido empleados por el realizador en su obra previa se encuentran en esta película. El resultado es una polifonía con cuatro temas intercalados que van componiendo un trepidante crescendo conforme avanza la película. Todo ello con una gran puesta en escena, donde grandes masas de actores son dirigidas entre decorados gigantescos, como el de Babilonia, cuyas murallas alcanzaban los cien metros de altura. En la escena del ataque persa se movilizaron 16000 figurantes, con un coste de producción que osciló, dependiendo de las fuentes manejadas, entre uno y dos millones de dólares de la época. Tales gastos supusieron un fiasco financiero del que Griffith nunca se recuperó totalmente, pues él corría con todos los riesgos de la producción, por lo que siguió endeudado durante el resto de su vida. De hecho, a partir de esta película, serían los productores quienes pasarían a dominar el mundo del cine estadounidense, con la aparición de las grandes productoras de Hollywood y el star-system, una vez que la industria cinematográfica europea había sido reducida a cenizas tras la Gran Guerra.

## Recepción
Intolerancia fue recibida con entusiasmo por los críticos de cine en su estreno. El académico Frank Beaver afirma que "el mensaje que Griffith pretendía en Intolerance no pasó desapercibido para los críticos", y señaló que en The San Francisco Bulletin un crítico de la época declaró: "La película de Griffith viene poderosamente a darle más fuerza a quienes creen en el amor".
Aunque Intolerancia fue un fracaso comercial en su lanzamiento inicial, ha recibido desde entonces críticas muy positivas y ganó popularidad posteriormente. Se le ha llamado "la única fuga cinematográfica". Theodore Huff, uno de los principales críticos de cine de la primera mitad del siglo XX, creía que era la única película digna de ocupar un lugar junto a la Sinfonía n.° 5 de Beethoven, las pinturas de la bóveda de la Capilla Sixtina de Miguel Ángel, etc. como una contribución artística independiente y central.
Intolerancia se exhibió fuera de competencia en el Festival de Cine de Cannes de 1982. En 1989, fue seleccionada para su conservación en el National Film Registry por la Biblioteca del Congreso de Estados Unidos por ser "cultural, histórica o estéticamente significativa", en su primer año de votación. En 2007, en el listado de AFI's 100 años... 100 películas (edición 10.º aniversario) se clasificó a Intolerance como la 49.ª mejor película estadounidense de todos los tiempos. La película también tiene un índice de aprobación del 97% en el sitio de crítica Rotten Tomatoes. El crítico Armond White considera que Intolerancia es la mejor película jamás realizada, escribiendo: "Un siglo después estamos tan cerca de sus temas como distantes de su arte". Sin embargo, los elogios a la obra no son unánimes. David Thomson argumentó que el impacto de la película se ve debilitado por su "frenesí autodestructivo": 
El formato cross-cutting y autointerrumpido es tedioso ... La pretensión cruda es un obstáculo, y uno anhela que la "Historia moderna" mantenga la película... [Esa historia] sigue siendo muy emocionante en términos de su cross-cutting en el intento de salvar al chico de la horca. Este episodio es lo que mejor hizo Griffith: suspenso brillante y moderno, acelerado a rapidez; cada vez que Griffith se deja ralentizar, cede al bathos... Cualquiera que se preocupe por la historia del cine tiene que ver Intolerancia y seguir su camino.
Se ha reportado extensamente que la película fue un fracaso de taquilla, pero este es un mito atribuido a que su presupuesto fue mal informado. A pesar de que hasta ese momento era la película estadounidense más cara jamás hecha, y tuvo muchos menos ingresos que El nacimiento de una nación, ganó aproximadamente $1 millón de dólares de sus espectadores, un desempeño respetable y suficiente para recuperar su inversión.